# Juan Pablo Domínguez Chonteco
Juan Pablo Domínguez (Ecatepec de Morelos, México; 30 de octubre de 1998) es un futbolista mexicano. Juega de Centrocampista ofensivo y su equipo actual es el Deportivo Toluca de la Liga MX.

## Trayectoria
Domínguez comenzó su carrera en la Serie A de México y en 2021 se unió al Atlante, logrando la promoción a la Liga de Ascenso. Debutó en la segunda categoría mexicana el 1 de agosto de 2021 ante los Correcaminos UAT.
El 16 de noviembre de 2022, Domínguez fue cedido al Necaxa de la Liga MX. Debutó en la primera categoría el 7 de enero de 2023 en la derrota por 2-3 ante el Atlético San Luis.

## Estadísticas
Actualizado al último partido disputado el 7 de abril de 2024.
| Club               | Div.          | Temporada     | Liga  | Liga  | Copas nacionales | Copas nacionales | Copas internacionales | Copas internacionales | Total | Total |
| Club               | Div.          | Temporada     | Part. | Goles | Part.            | Goles            | Part.                 | Goles                 | Part. | Goles |
| ------------------ | ------------- | ------------- | ----- | ----- | ---------------- | ---------------- | --------------------- | --------------------- | ----- | ----- |
| Atlante · México   | 2.ª           | 2021-22       | 37    | 5     | —                | —                | —                     | —                     | 37    | 5     |
| Atlante · México   | 2.ª           | 2022-23       | 22    | 5     | —                | —                | —                     | —                     | 22    | 5     |
| Atlante · México   | Total club    | Total club    | 59    | 10    | 0                | 0                | 0                     | 0                     | 59    | 10    |
| Necaxa · México    | 1.ª           | 2022-23       | 15    | 0     | —                | —                | —                     | —                     | 15    | 0     |
| Necaxa · México    | Total club    | Total club    | 15    | 0     | 0                | 0                | 0                     | 0                     | 15    | 0     |
| D. Toluca · México | 1.ª           | 2023-24       | 26    | 7     | —                | —                | 4                     | 1                     | 30    | 8     |
| D. Toluca · México | Total club    | Total club    | 26    | 7     | 0                | 0                | 4                     | 1                     | 30    | 8     |
| Total carrera      | Total carrera | Total carrera | 100   | 17    | 0                | 0                | 4                     | 1                     | 104   | 18    |

## Palmarés

### Títulos nacionales
| Título               | Club    | País   | Año  |
| -------------------- | ------- | ------ | ---- |
| Liga de Expansión MX | Atlante | México | 2021 |
| Primera División     | Toluca  | México | 2025 |
| Campeón de Campeones | Toluca  | México | 2025 |